# Tri (album)
Albums de Gabriel Yacoub (ex-Malicorne)
Babel
(1997) :Yacoub:
(2001)
Tri est le sixième album solo de Gabriel Yacoub. Sorti en mars 1999, il s'agit de son premier album de compilation, couvrant plutôt la première partie de sa carrière.

## Liste des titres
1. Les choses les plus simples (1990)
2. Tant pis que l'exil (1994)
3. Pluie d'elle (1997)
4. Mon été triste (1986)
5. Le galant noyé (1978)
6. Bon an mal an (1990)
7. Papa-loi maman-loi (1986)
8. Le crapaud (1978)
9. Ces dieux-là (1994)
10. Mon ami mon bel ami (1978)
11. Rêves à-demi (1997)
12. L'eau le feu et toi (1997)
13. Comprenez-vous [Reproches de la Tulipe à Madame de Pompadour] (1993)
14. D'abord je ne me souviens plus [et puis je me rappelle] (1990)
15. Les trois p'tits frères de Pontoise (1978)
16. Le sel et le sucre (1991)

## Crédits
Tous titres (© 1978, 1986, 1990, 1991, 1993, 1994 ou 1997) écrits et composés par Gabriel Yacoub excepté : 
- Le galant noyé & Les trois petits frères de Pontoise (© 1978) (Trad. / Adapt. Gabriel Yacoub / Gabriel Yacoub)
- Bon an mal an (© 1986) (Gabriel Yacoub / Arr. René Werneer)
- Comprenez-vous [Reproches de la Tulipe à Madame de Pompadour] (© 1993) (Trad. / Adapt. arr Gabriel Yacoub)